# Serviciul în Străinătate al Austriei
Pe lângă termenul general, și anume înlocuirea serviciului civil austriac sau a unui serviciu voluntar în străinătate, termenul de serviciu internațional se referă și la o asociație specifică, care, în calitate de organizație sponsorizată, oferă tinerilor austrieci în fiecare an posibilitatea de a se implica pe plan internațional, fie participând la un serviciu comunitar extins în interesul Republicii Austria (ca alternativă la serviciul militar obligatoriu de 5 luni), fie ca voluntar în proiecte globale non-profit în locul unui An Social Voluntar (FSJ), care este posibil doar pe teritoriul Austriei. La acest moment există trei moduri diferite în care poate fi prestat un serviciu internațional:
1. Serviciul memorial
2. Serviciul social
3. Serviciul de pace

## Asociația Austriacă pentru Servicii Externe
Asociația Austriacă pentru Servicii Externe este o organizație recunoscută de Ministerul Federal al Muncii, Afacerilor Sociale și Protecției Consumatorilor în conformitate cu secțiunea § 46 (5) din Legea voluntarilor, care oferă participanților posibilitatea de a efectua serviciul public în străinătate. De asemenea, este singura organizație prin care pot fi finalizate toate cele trei tipuri de servicii internaționale, deoarece se remarcă prin varietatea locațiilor sale de operare, care sunt distribuite în întreaga lume. Câteva exemple ar fi Librăria Wiener pentru Studiul Holocaustului (Londra), Centrul Simon Wiesenthal (Los Angeles), Yad Vashem (Ierusalim), Comitetul Mondial al Evreilor (New York City) sau Hiroshima Peace Culture Foundation (Hiroshima). Regiunile operaționale sunt împărțite geografic în nouă zone.

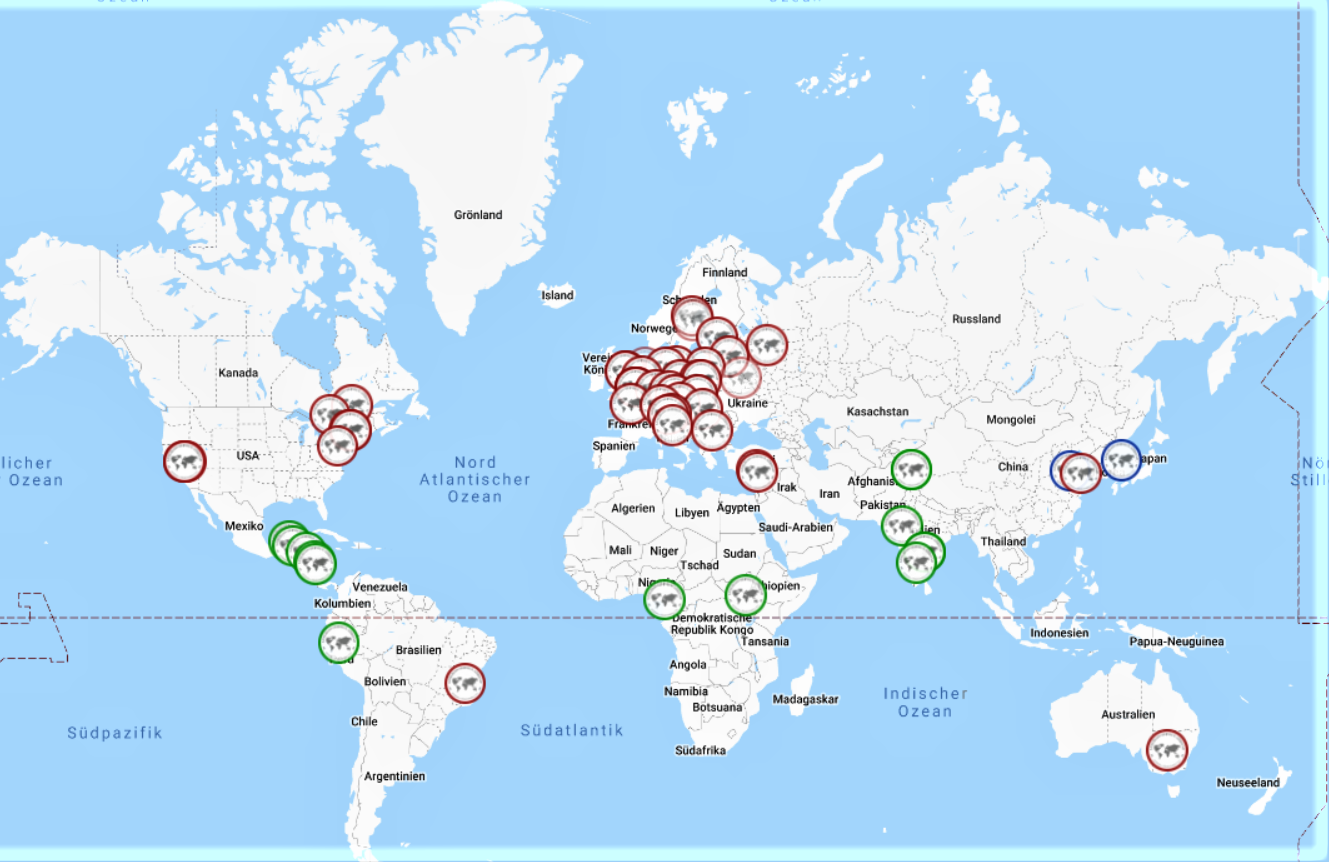
Roșu: Serviciul Memorial, Verde: Serviciul social, Albastru: Serviciul de pace

Cele nouă zone geografice acoperite sunt enumerate mai jos:
1. Zona America de Sud
2. Zona America Centrală
3. Zona America de Nord
4. Zona Europa de Vest
5. Zona Europa de Est
6. Zona mediteraneană
7. Zona Asia de Est - Oceania
8. Zona Asia de Sud
9. Zona Africa

## Istoria organizației

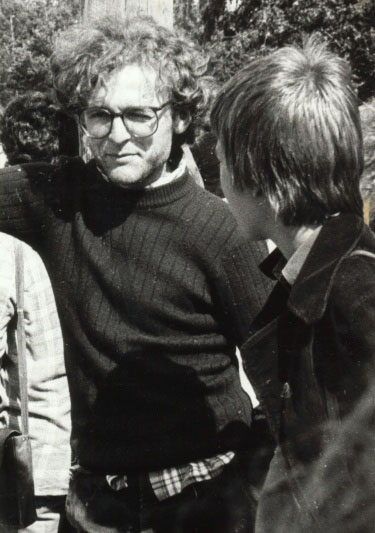
Andreas Maislinger ca voluntar ASF în Polonia (1981)

Andreas Maislinger s-a angajat pentru înființarea legală a acestui tip de serviciu alternativ militar în Austria deja de la sfârșitul anilor ’70 , pentru a promova educația despre Holocaust la nivel național. La 10 octombrie 1980, a avut ocazia să-și prezinte „Serviciul Comunitar la Auschwitz”  în programul ORF „Interogatoriul” la invitația juristului și profesorului universitar Anton Pelinka.
Totuși președintele Austriei la acel timp a respins conceptul pentru că „un austriac nu are nimic de ispășit la Auschwitz”. Dar ulterior, președintele a recunoscut „rezultatul pozitiv” al serviciului comemorativ pus în aplicare de Maislinger.